# Natività (Filocamo)
Natività è un dipinto di Luigi Filocamo. Eseguito verso il 1970, appartiene alle collezioni d'arte della Fondazione Cariplo.

## Descrizione
Una delle tante composizioni sacre di Filocamo, questa natività è caratterizzata da uno stile solenne e a tratti metafisico e da una tavolozza dominata dai bruni e dagli azzurri.